# Жерве, Исаак

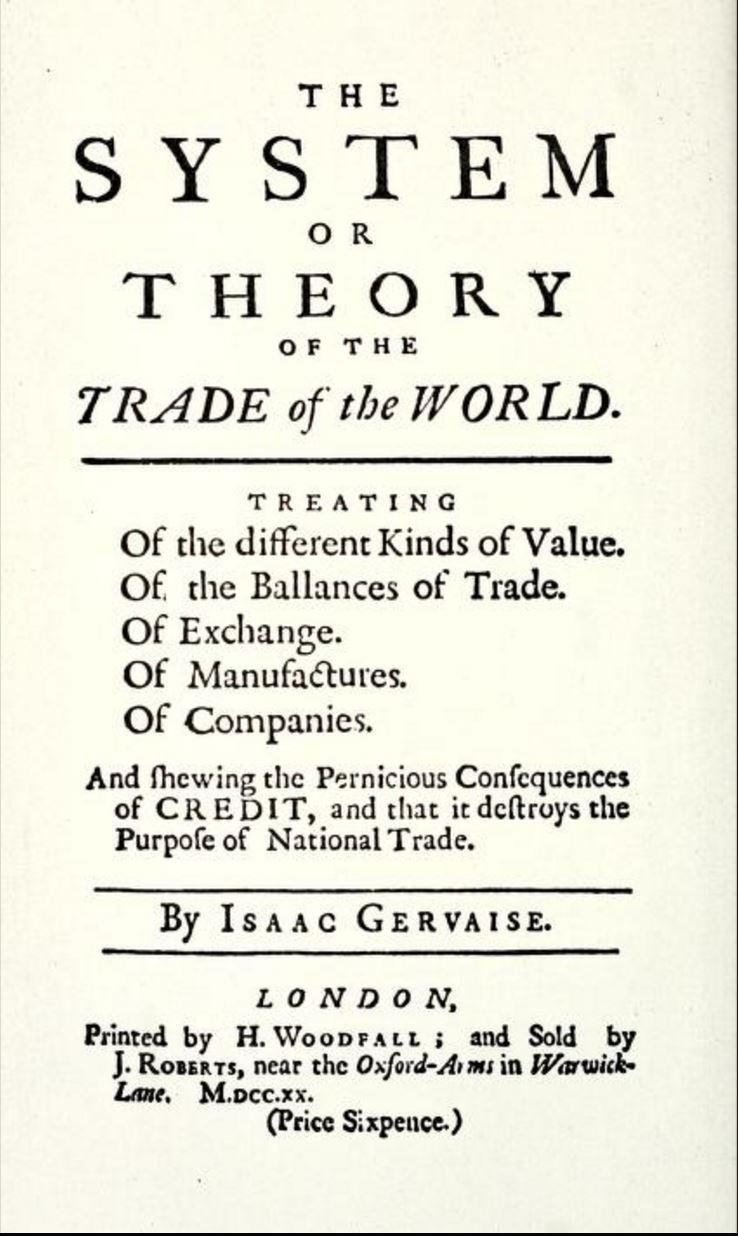
Титульный лист трактата Жерве, 1720 год

Исаак Жерве (около 1680 года, Париж — 1739 год) — английский коммерсант и экономист.
Будучи гугенотом, в 1681 году бежал от преследований во Франции в Англию. В 1698 году ему было предоставлено гражданство; в 1699 году стал старейшиной и секретарем Консистории в церкви Лестер-Филдс. В 1720 году опубликовал «Система, или Теория мировой торговли» — один из первых трактатов о политической экономии.